# Valerdina Manhonga
Valerdina Manhonga (Namaua, 26 dicembre 1980) è un'ex cestista mozambicana.

## Carriera
Con il Mozambico ha disputato i Campionati mondiali del 2014 e sei edizioni dei Campionati africani (2005, 2007, 2009, 2011, 2013, 2015).